# Niulakita
Niulakita es una de las nueve islas que componen Tuvalu y la que se ubica más al sur del país insular. Fue comprada por el Reino Unido a mitad del siglo XX, época en la cual decayó la población. Tiene una población de 27 habitantes, según un censo realizado en 2012. Es la isla habitada más pequeña y que se encuentra a 270 kilómetros de Funafuti, la capital del país.
Existen en la isla cuatro estanques o lagunas que se usan como lugar recreativo. Tiene una forma ovalada y en su punto más ancho mide 1 kilómetro.
El suministro eléctrico de esta isla es 100 % renovable, debido a que se utiliza energía solar. Solamente es posible llegar en barco debido a que no hay aeropuertos ni helipuertos.

## Historia
La isla fue descubierta por Álvaro de Mendaña en 1595 y fue apodada La Solitaria.
Muchos siglos después, en 1949, varios aldeanos llegaron provenientes de Niutao y decidieron mudarse debido a la sobrepoblación que sufría aquella isla. En 2002 la isla tenía una población de 35 habitantes.

## Infraestructura
La isla cuenta con una clínica, una escuela primaria (que cuenta con 5 alumnos), una iglesia, una maneaba (una gran casa o salón de reuniones, ubicado en el centro de la aldea en donde todos los vecinos se reúnen para discutir temas relacionados con la isla), una estación meteorológica y varias casas tradicionales (con depósitos de agua). 
Según el sacerdote de la isla, el apoyo de Canadá ha sido vital en el avance tecnológico de Niulakita, debido a que han donado paneles solares y las herramientas de la estación meteorológica.
Los caminos de Niulakita no están pavimentados y por el montón de vegetación que hay en la isla (que es lo que brinda de alimentos a la aldea), es prácticamente imposible construir un aeropuerto.

## Diversidad y geografía
La isla, como la mayoría de las islas de Tuvalu, no cuenta con estanques de agua dulce; el terreno es arenoso y está lleno de vegetación (en su mayoría palmeras de cocos y bayas). En bastante difícil navegar por barco alrededor de Niulakita debido a la gran fuerza de sus olas la mayor parte del tiempo. Presenta también el punto más alto de Tuvalu.

## Vida
Niulakita no cuenta con conexión de internet y sus habitantes mantienen un estilo de vida tradicional. La mayoría de los aldeanos se dedican a la agricultura de subsistencia. Sus casas son sencillas y cuentan con una cocina y un depósito de agua en el patio trasero. 

### Gastronomía
Es difícil salir a pescar debido a la fuerza de las olas de alrededor de la isla y rara vez sus aldeanos comen pescado. El platillo principal son las aves, además de diversas frutas y verduras. También hay habitantes que practican la ganadería de cerdos.